# Kananga (Repubblica Democratica del Congo)
Kananga (fino al 1966 Luluabourg) è una città della Repubblica Democratica del Congo, capoluogo della Provincia del Kasai Centrale. È situata a 634 m s.l.m. sul fiume Lulua. È uno dei maggiori centri commerciali, agricoli e industriali del paese.
È particolarmente conosciuta anche per l'estrazione di diamanti.